# Wijnegem Shopping Center
Wijnegem Shopping Center este un centru comercial din Wijnegem, Belgia, situat la limita administrativă cu orașul Antwerpen. Este construit pe locul fostului Fort 1, primul din centura de forturi Brialmont. În centrul comercial se găsesc 250 de magazine, care ocupă o suprafață comercială de 61.913 m².

## Istoric
Centrul comercial a fost construit în diverse faze: în 1993 a fost terminată prima fază, realizându-se o suprafață comercială de 32.000 m², iar în 1997, odată cu a doua fază, au mai fost adăugați 25.000 m². O a treia fază a urmat în 2013.
Între timp, în anul 2000, a fost realizată și o parcare acoperită cu o capacitate de 1.500 automobile. În anul 2016 complexul oferea 5.000 de locuri de parcare, din care 1.500 în jurul centrului comercial, 1.500 pe acoperiș și 2000 în parcarea subterană. Suprafața totală a terenului pe care se întind diversele clădiri și anexe ale centrului comercial este de 12,5 hectare.
Începând din 14 aprilie 2012, tramvaiele 5 și 10 deservesc centrul comercial, la 50 de ani după închiderea fostei căi ferate vicinale care conecta Antwerpen și Turnhout. Tramvaiele opresc în fața intrării principale în complex, iar vizitatorii care coboară din tramvaie sau autobuze intră în centrul comercial printr-o structură de mari dimensiuni sub formă de cort.

## Planuri de viitor
Conform declarațiilor din 2014 ale directorului comercial Jeroen Hafkamp, în 2018 clădirii i se va adăuga încă un etaj pentru sporirea suprafeței comerciale.